# (25276) Dimai
(25276) Dimai est un astéroïde de la ceinture principale.

## Description
(25276) Dimai est un astéroïde de la ceinture principale. Il fut découvert le 15 novembre 1998 à Pianoro par Vittorio Goretti. Il présente une orbite caractérisée par un demi-grand axe de 2,97 UA, une excentricité de 0,05 et une inclinaison de 8,6° par rapport à l'écliptique.

## Compléments